# 키선 베인
키선 베인(영어: Kithson Bain, 1982년 5월 26일 ~ )은 그레나다의 축구 선수이다. 본명은 키선 앤서니 베인(Kithson Anthony Bain)이다.